# Elle me dit
Elle me dit is een Franstalig nummer van de Britse zanger Mika uit 2011. Het nummer is de eerste single van zijn derde studioalbum The Origin of Love.
Mika schreef het nummer met zijn Franse vriend Doriand tijdens een verblijf in de Provence. Tijdens een concert in Roemenië legde Mika uit dat dit lied gaat over "alle vreselijke dingen die een moeder tegen haar zoon kan zeggen om hem zover te krijgen uit huis te gaan". "Elle me dit" werd een grote hit in Franstalig Europa, en wist de nummer 1-positie te bereiken in Frankrijk. In Nederland deed de plaat niets in de hitlijsten, maar in de Vlaamse Ultratop 50 was het wel een succes te noemen met een 9e positie.
Naast de originele Franstalige versie, heeft Mika ook een Engelstalige versie opgenomen getiteld "Emily".